# Glenfield (Engeland)
Glenfield, ook Glenfields, is een civil parish in het Engelse graafschap Leicestershire. Glenfield telt 9643 inwoners.